# فریباماهی کنارنارنجی
فریباماهی کنارنارنجی (نام علمی: Sufflamen verres) نام یک گونه از تیره فریباماهیان است.